# 方中通
方中通（1634年—1698年），字位伯，号陪翁，安徽桐城人。清朝数学家。
崇禎七年（1634年）出生。方以智次子，與兄方中德、弟方中履皆秉承父学，尤好天文曆算。明朝灭亡，随父隐居广东的五岭。顺治八年（1651年），娶陈名夏第三女陳舜英為妻。顺治十年（1653年），至南京探親，与梅文鼎、薛鳳祚等数学家友好，并向波蘭学者穆尼閣（Jean Nicolas Smogolenski）學習火星軌道法。曾以数学原理解析《河图》、《洛书》，认为勾股出自《河图》，加减乘除出自《洛书》。順治十六年，前往北京，与钦天监正汤若望討论曆算。康熙二十二年（1683年），由佟儼若介紹，前往廣東恩平教書。晚年從學者甚眾。康熙三十七年（1698年）去世。著有《數度衍》二十四卷、《附录》一卷、《揭方问答》、《音韵切衍》、《篆隶辨从》、《心学宗续编》、《陪翁集》等傳世。有子方正珠、方正瑞、方正缪。

## 延伸阅读
[在维基数据编辑]
 《清史稿·卷506》，出自趙爾巽《清史稿》
 《清史稿·卷506》